# Lavertezzo
Lavertezzo ist eine politische Gemeinde im Schweizer Kanton Tessin. Sie gehört zum Kreis Navegna und zum Bezirk Locarno und liegt in der Magadinoebene. Seit der Fusion des im Verzascatal gelegenen Hauptortes Lavertezzo Valle mit weiteren Gemeinden zur Gemeinde Verzasca am 18. Oktober 2020 ist das Gemeindegebiet identisch mit dem Gebiet Riazzino (Lavertezzo Piano), das zuvor Exklave der alten Gemeinde Lavertezzo war.

Riazzino, Montedato. Historisches Luftbild von Werner Friedli (1962)

## Geographie
Lavertezzo grenzt im Norden und Osten an Cugnasco-Gerra, im Süden an eine Exklave von Locarno und im Westen an Gordola.

## Geschichte
Eine erste Erwähnung fand das Dorf Lavertezzo im Verzascatal im Jahre 1327 unter dem damaligen Namen Laverteze. 1913 fand man auf Gemeindegebiet ein Bronzebeil. Im Mittelalter gehörte Lavertezzo wie Squadra vermutlich zur grossen vicinia Verzasca. Die Bevölkerung wechselte ihren Wohnsitz zwischen Lavertezzo und dem Gebiet von Terricciuole, das unter der gemeinsamen Gerichtsbarkeit von Locarno, Minusio und Mergoscia stand. 1920 wurde ein Teil der Terricciuole Lavertezzo einverleibt, das heutige Riazzino.
Das Industriedorf Riazzino entstand auf den früheren Winterweiden und Rebbergen der Bauern vom über 10 km entfernten Lavertezzo. Diese praktizierten eine ausgeprägte Transhumanz mit saisonalen Wohnsitzen am Rand der Magadino-Ebene (300 m), im Taldorf (550 m), auf den Maiensässen (Monti, 1000 m) und Alpen (1800 m). Seit dem Wechsel vom Ort Lavertezzo Valle in die neu gebildete Gemeinde Verzasca am 18. Oktober 2020 ist Riazzino die einzige Ortschaft der Gemeinde Lavertezzo.
Am 8. Februar 2004 scheiterte die Fusion der Gemeinde Lavertezzo mit Brione Verzasca, Corippo, Frasco, Gerra Verzasca, Gordola, Sonogno, Tenero-Contra und Vogorno in der Volksabstimmung, wobei Lavertezzo mit 67 % zustimmte. Am 14. April 2013 lehnte Lavertezzo als einzige Gemeinde mit 58 % eine Fusion seiner Fraktion Lavertezzo Valle mit Brione Verzasca, Corippo, Frasco, Gerra Valle (Fraktion von Cugnasco-Gerra), Sonogno und Vogorno ab, wobei Lavertezzo Valle selber mit 64 % zustimmte, wohingegen die Exklave Riazzino (Lavertezzo Piano) mit 69 % Nein den Ausschlag für die Ablehnung gab. Am 25. August 2015 entschied das Bundesgericht, dass eine Gemeinde zwar zur Fusion gezwungen werden kann, aber nicht zur Aufteilung ihres Gebietes. Damit war die Talfusion im Verzascatal ein weiteres Mal gescheitert. Der Kanton schuf daraufhin eine neue Gesetzgebung, und die Gemeinden beschlossen 2018 die Fusion, welche am 18. Oktober 2020 in Kraft trat.
Lavertezzo bildet aber nach wie vor eine eigenständige Bürgergemeinde.

## Bevölkerungsentwicklung
Einwohnerzahlen: Volkszählungsdaten (ab 2020 ohne Lavertezzo Valle; Abspaltung zur neuen Gemeinde Verzasca)
Die starke Zunahme der Bevölkerung seit 1970 fand fast ausschliesslich im Ortsteil Riazzino am Rande der Magadino-Ebene statt.

## Persönlichkeiten
- Stefano Aurelio Bacciarini CSCh (* 8. November 1873 in Lavertezzo; † 27. Juni 1935 in Sorengo), Apostolischer Administrator des Tessins.